# Odense Banegård
Odense Banegård vasútállomás Dániában, Odense városban. Egyike Dánia legforgalmasabb 30 állomásának.

## Vasútvonalak
Az állomást az alábbi vasútvonalak érintik:
- Nyborg-Fredericia-vasútvonal
- Svendborgbanen
- Nordfyenske Jernbane

## Kapcsolódó állomások
A vasútállomáshoz az alábbi állomások vannak a legközelebb:
- Holmstrup Station (Fredericia Station, Nyborg-Fredericia-vasútvonal)
- Langeskov Station (Nyborg Station, Nyborg-Fredericia-vasútvonal)
- Odense Sygehus Station (Svendborg vasútállomás, Svendborgbanen)
- Fredericia Station (Struer vasútállomás, Aalborg Airport Station, Sønderborg Station, InterCityLyn)
- Koppenhága főpályaudvar (Copenhagen Airport, Kastrup vasútállomás, InterCityLyn)